# Chastel Rouge
Chastel Rouge, ou Qalʿat Yahmour (en arabe : قلعة يحمر qalʿa yaḥmur, Château de Yahmour ou القصر الأحمر qaṣr al-ʾaḥmar, forteresse rouge) est une petite forteresse croisée qui est située dans le village de Yahmour au nord-ouest de la Syrie. Elle appartenait au Comté de Tripoli avant d’être cédée aux Hospitaliers, elle est identifiée au Castrum Rubrum des textes latins. Elle de trouve à une douzaine de kilomètres de Tartous et à une dizaine de Safita, qui abritent toutes deux des places fortes templières, Tortose et Chastel Blanc.

## Histoire
Peu d’informations certaines sont disponibles sur la prise du lieu et son développement par les croisés. Ceci est dû au fait qu’il s’agissait d’une petite place, mais également à des doutes quant à son identification dans les sources médiévales. Dès le début du XIIe siècle, la place forte semble être aux mains d’une famille franque, les Montolieu, vassale des comtes de Tripoli. Elle appartenait ainsi, avec le Krak des Chevaliers, Chastel Blanc et la forteresse d'Arima entre autres, à la ligne de défense du Comté.
Les comtes de Tripoli cédèrent la place aux Hospitaliers en 1177. Les Montolieu reçurent 400 besants d’or en dédommagement. En 1188, elle fut attaquée et ruinée par Saladin. Les Croisés l’ont très probablement récupérée par la suite et gardée jusqu'à la chute du Comté un siècle plus tard.

## Description du site
Le village de Yahmour se situe dans la plaine côtière entre Tartous et Tripoli. Ainsi, Chastel Rouge ne disposait pas de défenses naturelles, telles qu’en bénéficiaient de nombreuses places fortes croisées. 
Le fortin consiste en une tour maîtresse à deux étages de 16 mètres sur 14 mètres, entourée d’une enceinte de 42 mètres sur 37 mètres, supportant deux tours d’angle au nord-ouest et au sud-est. Deux escaliers longeant les façades de la tour, l’un à l’intérieur et l’autre à l’extérieur, permettent d’accéder aux niveaux supérieurs. L’étage supérieur était séparé en deux niveaux par un plancher en bois, aujourd’hui disparu.
Il n’est pas possible de dater la construction avec exactitude, l’ensemble ayant de plus fait l’objet de diverses modifications et ajouts. L’enceinte date du début du XIIe siècle, tandis que la tour maîtresse a été construite vers le début du XIIIe siècle.